# Гомогенні омоніми
Гомогенні омоніми, або етимологічні (від грец. homogenes «однорідний») — омоніми, які виникли внаслідок розпаду одного слова на два. Такий розпад зумовлений втратою зв’язків між окремими значеннями колись багатозначного слова. Так, слово порох колись було багатозначним. Тепер значення цього слова «пил» і «вибухова речовина, яку застосовують для стрільби» настільки розійшлися, що між ними навіть не виникає асоціацій. Ці значення сформували два омонімічні слова.

## Гомогенні омоніми в українській
- зажити «загоїтися» і зажити «набути, заробити»[1];
- коса «заплетене волосся» і коса «знаряддя для косіння»;
- край «межа» і край «місцевість, відділена межею»;
- лист «орган живлення в рослин», лист «паперове послання»  і лист «тонкий шматок матеріалу (картону, заліза, фанери)»;
- перо «зовнішній покрив птаха» і перо «знаряддя для писання»;
- правий «з правого боку» і правий «справедливий»;
- ручка «рука», ручка «знарддя для писання», ручка «частина предмета, яку тримають рукою», ручка «частина струнних інструментів, вздовж якої натягнуті струни»;
- стан «торс, талія» і стан «ситуація, обставини»;
- точити «гострити», точити «цідити» і точити «очищати обмолочене зерно».

## Гомогенні омоніми в інших мовах
- в російській мові свет «світло» і свет «Всесвіт»;
- в англійській nail «ніготь» і nail «цвях», air «повітря» й air «зовнішній вигляд»;
- в німецькій мові Lauf «біг» і Lauf «дуло вогнепальної зброї»;
- у французькій мові train «хід» і train «поїзд».